# Radio Data System
Radio Data System (RDS) är ett system för att sända kort digital information i FM-radio-sändningar. Den mest tydliga användningen är radiostationers namn i displayen på moderna radiomottagare för rundradio. 
RDS-systemet gör det möjligt för en bilradio att följa en radiokanal när man åker till ett område som täcks av en annan sändare. RDS kan också låta en radiostation klassa de utsända programmen så att du som lyssnare kan leta efter program som passar just dig och låta radion leta upp det automatiskt. Se tabell i avsnittet programtyper nedan.
Andra användningsområden för RDS är eller har varit differentiell GPS (DGPS) och trafikinformation via Traffic Message Channel (TMC) samt personsökning (MBS) som flyttats till egna frekvenser.

## Historia
1974 infördes ett system kallat ARI i Västtyskland för aktivering av mottagare vid trafikmeddelanden. Det systemet var dock ganska primitivt och gav lite utrymme för utveckling, varför Sveriges Radio tillsammans med Televerket Radio och Ericsson i mitten av 1970-talet började planera för en ersättare till ARI-systemet.
1983 genomfördes så de första provsändningarna i Stockholm och Norrköping med det nya systemet som i början gick under namnet PI, Program Information. Under tiden som denna utvecklingen pågick arbetade Europeiska radio- och TV-unionen (EBU) med att testa ett flertal olika system för programinformation. Till slut visade det sig dock att det bästa av dessa system var de svenska PI-systemet.
Vid EBU:s tekniska kommittés möte 1983 standardiserades det svenska PI-systemet och gavs det nya namnet RDS, 1984 publicerades specifikationen. USA antog 1992 en förbättrad version av RDS. En världsstandard för RDS publicerades 2000.

## Programtyper
| PTY-kod | Informationstyp (i EU) |
| ------- | ---------------------- |
| 1       | Nyheter                |
| 2       | Aktuellt               |
| 3       | Info                   |
| 4       | Sport                  |
| 5       | Utbildning             |
| 6       | Teater                 |
| 7       | Kultur                 |
| 8       | Vetenskap              |
| 9       | Underhållning          |
| 10      | Popmusik               |
| 11      | Rockmusik              |
| 12      | Lättlyssnat            |
| 13      | Lätt klassiskt         |
| 14      | Klassisk musik         |
| 15      | Övrig musik            |
| 16      | Väder                  |
| 17      | Ekonomi                |
| 18      | För barn               |
| 19      | Sociala frågor         |
| 20      | Andliga frågor         |
| 21      | Telefonväkteri         |
| 22      | Resor & semester       |
| 23      | Fritid & hobby         |
| 24      | Jazzmusik              |
| 25      | Countrymusik           |
| 26      | Nationell musik        |
| 27      | Gamla godingar         |
| 28      | Folkmusik              |
| 29      | Dokumentärer           |
| 30      | Larm test              |
| 31      | Larm                   |

USA:s standard har en egen PTY-lista.